# Dušan Popović
Dušan Popović (Sombor, 28 de febrer de 1983) és un jugador d'escacs serbi, que té el títol de Gran Mestre des de 2007. El 2008 li trasplantaren els dos ronyons després de recol·lectar solidàriament els 70.000 euros que costà l'operació.
A la llista d'Elo de la FIDE del novembre de 2021, hi tenia un Elo de 2469 punts, cosa que en feia el jugador número 24 (en actiu) de Sèrbia. El seu màxim Elo va ser de 2583 punts, a la llista de setembre de 2012 (posició 305 al rànquing mundial).

## Resultats destacats en competició
El 2008 va guanyar el torneig internacional de Bizovac (Croàcia).

### Participació en competicions per equips
Popović va jugar, representant Iugoslàvia a l'olimpíada d'escacs de 2006 i representant Sèrbia a partir el 2012, amb un resultat de (+9 =9 –1), per un 71,1% de la puntuació. El seu millor resultat el va fer a l'Olimpíada del 2006 en puntuar 9½ de 13 (+6 =7 -0), amb el 73,1% de la puntuació, amb una performance de 2595.